# I. SS-Panzerkorps
Das I. SS-Panzerkorps, auch I. SS-Panzerkorps „Leibstandarte“, war ein Großverband der Waffen-SS im Zweiten Weltkrieg.

## Geschichte
Das Generalkommando I. SS-Panzerkorps wurde am 27. Juli 1943 in Berlin-Lichterfelde aufgestellt. Damit verbunden war die Umbenennung des bisherigen SS-Panzerkorps in II. SS-Panzerkorps. Zum Kommandierenden General wurde SS-Oberst-Gruppenführer Josef Dietrich ernannt. Die Aufstellung der Korpstruppen erfolgte auf dem Truppenübungsplatz Beverloo in Belgien, die der schweren SS-Panzer-Abteilung 101 auf dem Truppenübungsplatz Mailly-le-Camp in Frankreich. Bereits im August 1943 wurde das noch in Aufstellung befindliche Korps nach Oberitalien verlegt.
Im Dezember 1943 war die Aufstellung abgeschlossen und das Korps wurde nach Frankreich verlegt, wo es zur Verfügung der Heeresgruppe D gestellt wurde. Nach der Landung der Alliierten in der Normandie (→ Operation Overlord) kam das Korps unter der Panzergruppe West in der Schlacht um Caen zum Einsatz, anschließend bei der Sicherung des Rückzugs der 7. Armee aus dem Kessel von Falaise und den Rückzugskämpfen bis zur deutschen Grenze. Nach einer Auffrischung in Westfalen folgte im Dezember der Einsatz des Korps als Teil der 6. Panzerarmee bei der Ardennenoffensive. Für den Erfolg der Ardennenoffensive war die Einnahme von Brücken über die Maas eine notwendige Voraussetzung. Die etwa 2000 Mann starke Kampfgruppe Peiper der 1. SS-Panzerdivision sollte den raschen Durchbruch der amerikanischen Stellungen erzwingen und bei Huy  die Maas erreichen. Am 17. Dezember wurden dabei auf einer Straßenkreuzung in Baugnez bei Malmedy mind. 82 US-amerikanische Soldaten gefangen und ermordet (Malmedy-Massaker).
Nach einer weiteren Auffrischung im Januar 1945 wurde das Korps nach Ungarn verlegt und nahm im Raum Stuhlweißenburg an der Plattenseeoffensive (6. bis 14. März 1945) teil. Nach dem Scheitern der Offensive musste sich das Korps vor der sowjetischen 6. Garde-Panzerarmee (General Krawtschenko) über Ödenburg und Mattersburg nach Niederösterreich zurückziehen. Die wichtige Industriestadt Wiener Neustadt musste am 2. April wegen der westlichen Umfassung durch das sowjetische IX. Garde-mechanische Korps kampflos geräumt werden. Am Steinfeld zwischen Neunkirchen über Bad Fischau nach Wimpassing wurden die Reste der 1. und 12. SS-Division am rechten Flügel und die Kampfgruppe Keitel der zugeteilten 37. SS-Kavallerie-Division am linken Flügel des Korpsabschnitts, durch den sowjetischen Vormarsch überrannt. Am 3. April fielen Bad Vöslau, Baden bei Wien und Traiskirchen in sowjetische Hände. Während nördlicher das noch kampfkräftige II. SS-Panzerkorps (6. Panzer- 2. und 3. SS-Division) die Verteidigung Wiens übernahm, versuchte das I. SS-Panzerkorps gegenüber der sowjetischen 4. und 9. Gardearmee den Abschnitt zwischen Semmering und St. Pölten zu halten. Am 15. April fiel St. Pölten, das durch die aus Alarmeinheiten gebildete Kampfgruppe Bünau verteidigt wurde, an die sowjetische 4. Gardearmee. Anfang Mai organisierte das zurückgehende I. SS-Panzerkorps die Verteidigung des Abschnitts südlich von Wilhelmsburg bis zum Rohrer Sattel und erhielt als Verstärkung die 117. Jäger-Division zugeteilt. Am 7. Mai 1945 begann die Absetzbewegung der Gruppe Bünau auf die noch unfertige Mank-Melk Stellung, während sich das I. SS-Korps über die Enns nach Oberösterreich absetze. Zwischen Enns und Steyr wurde der Fluss überschritten. Die Kapitulation gegenüber der amerikanischen 3. Armee erfolgte am 8. und 9. Mai im Raum südwestlich von Linz.

## Gliederung
Korpstruppen
- SS-Korps-Nachrichten-Abteilung 101
- SS-Artilleriekommando I
- schwere SS-Panzer-Abteilung 101
- SS-Werfer-Abteilung 101/schwere SS-Artillerie-Abteilung 101
- SS-Flak-Abteilung 101
- SS-Korps-Sanitäts-Abteilung 101
- SS-Korps-Nachschubtruppen 101

Unterstellte Divisionen
- 12. Juni 1944: 716. Infanterie-Division, Panzer-Lehr-Division, 12. SS-Panzer-Division, 21. Panzer-Division
- 16. September 1944: 1. SS-Panzer-Division, 12. SS-Panzer-Division, 2. SS-Panzer-Division, 2. Panzer-Division
- 24. Dezember 1944: 12. SS-Panzer-Division, 1. SS-Panzer-Division, 277. Volksgrenadier-Division, 12. Volksgrenadier-Division, 3. Fallschirmjäger-Division
- 5. März 1945: 12. SS-Panzer-Division, 1. SS-Panzer-Division, Teile 25. ungarische Infanterie-Division

## Kommandierende Generale
- 27. Juli 1943 bis 9. August 1944: SS-Oberst-Gruppenführer und Generaloberst der Waffen-SS Josef Dietrich
- 9.–16. August 1944: SS-Brigadeführer und Generalmajor der Waffen-SS Fritz Kraemer
- 16. August bis 30. Oktober 1944: SS-Obergruppenführer und General der Waffen-SS Georg Keppler
- 30. Oktober 1944 bis 8. Mai 1945: SS-Gruppenführer und Generalleutnant der Waffen-SS Hermann Prieß